# 裸濱海龍
裸濱海龍（学名：Bhanotia nuda），为輻鰭魚綱棘背魚目海龍魚科的其中一種，分布於中西太平洋區的帛琉及巴布亞紐幾內亞東南部海域，棲息深度約2公尺，體長可達7公分，棲息在潮間帶，卵胎生。